# Botuverá
Botuverá es un municipio brasileño del estado de Santa Catarina. Tiene una población estimada al 2022 de 5 363 habitantes. Pertenece a la Región metropolitana del Valle de Itajaí.
Ciudad fundada por colonos lombardos de la Provincia de Bérgamo, es reconocida por sus cuevas naturales y su Reserva Natural Canela Preta.

## Toponimia
Es una palabra del idioma tupí-guaraní que significa “Buenos y brillantes”, haciendo alusión a los minerales y oro de la localidad. Otros significados son "Piedra preciosa" o "Montañas brillantes".

## Historia
Bañada por el río Itajaí-Mirim, la locación del actual municipio fue colonizada a partir del Siglo XIX por alemanes y lombardos, además de descendientes portugueses nacidos en Brasil.
Fue emancipado como municipio el 7 de mayo de 1962, separándose de Brusque.
Su principal actividad económica es la agricultura y la ganadería, sin embargo, la riqueza de yacimientos minerales que existen en el territorio promete un futuro minero en el municipio.